# Dedsbøl Sogn
Dedsbøl Sogn (på tysk Kirchspiel Deezbüll) er et sogn i det nordvestlige Sydslesvig, tidligere i Bøking Herred (Tønder Amt), nu Nibøl Kommune i Nordfrislands Kreds i delstaten Slesvig-Holsten. 
I Dedsbøl Sogn findes flg. stednavne:
- Burg
- Dedsbøl (Deezbüll)
- Dedsbølhjørne
- Mosehuse (Moorhäuser)
- Møsingehjørne